# Operacja Hoover
Operacja Hoover – akcja sił ISAF kierowanych głównie przez Kanadę w prowincji Kandahar w okręgu Zhari w dniach 24 maja - 25 maja 2007. Celem akcji była ofensywa na 300 zgromadzonych tam talibskich bojowników. Operacja Hoover to część dużej operacji afgańskiej Sokół.

## Operacja
Podczas pierwszego dnia operacji, żołnierze z Kanady, przenieśli się do blokowania pozycji polecił, co polecił Major David Quick. Podczas marszu, kanadyjscy żołnierze dostrzegli talibów, z kolei talibowie dostrzegli oddziały kanadyjskie wchodzące w skład ISAF. Wkrótce doszło do wymiany ognia między Kanadyjczykami, a talibami. Doszło do sporej potyczki, ponieważ do wojsk kanadyjskich dotarła afgańska milicja i Wielka Brytania razem z armią portugalską, z kolei talibowie wezwali posiłki i w końcu było ich około 300. Wieczorem 24 maja doszło do ataku na kanadyjski czołg Leopard 1 biorący udział w operacji. Pojazd odniósł niewielkie szkody, a ofiar nie odnotowano. Zaraz po tym, doszło do kolejnego ataku w którym, tym razem został zabity kanadyjski żołnierz. Walki trwały jeszcze następnego dnia, lecz już na mniejszą skalę. W operacji zginął 1 żołnierz ISAF i powyżej 60 talibskich bojowników.